# A Német Birodalom államfőinek listája
A Német Birodalom 1871 és 1918 között szövetségi állam volt, államformája alkotmányos monarchia, amelynek uralkodója perszonálunióban volt Poroszország királya, egyben a Német Birodalom császára.
A Német Birodalom 1918 és 1945 között köztársaság volt, vegyes elnöki-parlamenti kormányzással, a birodalmi elnök pedig az államfő volt. Hindenburg birodalmi elnök halála után 1934. augusztus 1-jén elfogadott Birodalmi törvénnyel  egyesítették a birodalmi kancellár és a birodalmi elnök beosztásokat, amelyet ezután haláláig Adolf Hitler töltött be, Führer elnevezéssel.

## Északnémet Szövetség

### Poroszok királya, ezzel Szövetségi elnök
| Kép | Név       | Hivatal kezdete | Hivatal vége        |
| --- | --------- | --------------- | ------------------- |
|     | I. Vilmos | 1867. július 1. | (hivatalban maradt) |

## Német Császárság

### Német császár és a poroszok királya
| Kép | Név          | Hivatal kezdete | Hivatal vége      |
| --- | ------------ | --- | ----------------- |
|     | I. Vilmos    | (nem új hivatal; 1871. január 1-jén az Alkotmányban megjelent a "Császár" titulus, hivatalba lépett 1871. január 18-án) | 1888. március 9.  |
|     | III. Frigyes | 1888. március 9. | 1888. június 15.  |
|     | II. Vilmos   | 1888. június 15. | 1918. november 9. |

Az államfő hivatala 1918. november 9. és 1919. február 11-e között nincs betöltve.

## Weimari köztársaság

### Birodalmi elnök
| Kép | Név                 | Hivatal kezdete   | Hivatal vége       | Párt          |
| --- | ------------------- | ----------------- | ------------------ | ------------- |
|     | Friedrich Ebert     | 1919. február 11. | 1925. február 28.  | SPD           |
|     | Paul von Hindenburg | 1925. május 12.   | 1934. augusztus 2. | párton kívüli |

## Harmadik Birodalom
| Kép | Név                 | Hivatal kezdete    | Hivatal vége | Párt          |
| --- | ------------------- | ------------------ | --- | ------------- |
|     | Paul von Hindenburg |                    | 1934. augusztus 2. | párton kívüli |
|     | Adolf Hitler        | 1934. augusztus 2. | 1945. április 30. | NSDAP         |
|     | Karl Dönitz         | 1945. április 30.  | 1945. május 23. (A Dönitz-kormány letartóztatása.) ill. 1945. június 5. (A Szövetséges Ellenőrző Bizottság átvette a kormányzati funkciókat.) | NSDAP         |

A Wehrmacht 1945. május 8-i kapitulációjával az államfői hivatal elvesztette a fegyveres erők feletti hatáskörét. Május 23. óta, a Dönitz-kormány letartóztatásával a hivatalt valójában már nem töltötték be. Június 5-én a berlini nyilatkozatban a négy megszálló hatalom létrehozta a Szövetséges Ellenőrző Bizottságot, mint Németország megszállt területének legfőbb kormányzó hatóságát. Csak ezen a napon törölték hivatalosan az államfői tisztséget a szövetséges megszállási törvény alapján. A Német Birodalom alkotmányos folytonosságát és nemzetközi jogi identitását a Németországi Szövetségi Köztársaság 1949-től vette át (BVerfG 1972).
Ha azonban a jogi álláspont helyes, hogy Adolf Hitler az akkor még érvényes alkotmány miatt végrendeletében nem ruházhatta át az államfői tisztséget Karl Dönitzre, akkor az államfői hivatal 1945. április 30-án, Hitler öngyilkosságával megüresedett.